# Brynhuggspindel
Brynhuggspindel (Haplodrassus silvestris) är en spindelart som först beskrevs av John Blackwall 1833.  Brynhuggspindel ingår i släktet Haplodrassus och familjen plattbuksspindlar. Arten är reproducerande i Sverige. Inga underarter finns listade.